# Courrier Internacional
Courrier Internacional é uma revista mensal editada desde Janeiro de 2008 em Lisboa. Sucedeu ao semanário do mesmo nome, que circulou entre Abril de 2005 e Dezembro de 2007. Esta publicação reúne, na última sexta-feira de cada mês, os melhores artigos e reportagens de jornais, revistas e sites do mundo inteiro. Este conceito, que já era aplicado à edição semanal, vem do jornal  francês Courrier International, ao qual o título português sempre esteve associado.
A revista - como já sucedia com o jornal - dá especial atenção a textos da imprensa estrangeira sobre Portugal e também sobre as suas ex-colónias (Angola, Moçambique, Cabo Verde, São Tomé e Príncipe, Guiné-Bissau, Timor-Leste, Brasil, partes da Índia e Macau) e sobre outros assuntos que interessam ao leitor português. 
A mudança de formato levou a uma maior aposta nas reportagens e na fotografia e permitiu melhorar a qualidade do papel e da impressão. A revista organiza-se, agora, em cinco áreas:
Compreender - actualidade internacional, com análises políticas e sociais e pequenas histórias que não se lêem nos restantes jornais e revistas;
Olhar - secção dedicada ao fotojornalismo, com um portefólio mensal;
Saber - economia, ciências, tecnologia, cultura, ecologia, multimédia, debates de ideias, documentos, testemunhos e uma sugestão literária;
Explorar - reportagens de fundo e investigações, ricamente ilustradas, para proporcionar o prazer da leitura;
Desfrutar - viagens, roteiros, mapas e gastronomia.
Além destas componentes, Courrier Internacional inclui perfis de mulheres e homens cujos percursos os projectam para o futuro, um retrato alargado de uma personalidade, um obituário e ainda frases e cartoons sobre os acontecimentos que marcaram o mês. A fechar a revista, notícias insólitas - que já eram uma das secções preferidas dos leitores do semanário - e um artigo de opinião de um convidado.
O diretor da revista é João Garcia que sucedeu a Anabela Natário e a Fernando Madrinha. O título pertence ao grupo Trust in News, presidido pelo jornalista Luis Delgado. O editor executivo é Rui Cardoso a revista comporta também alguns redactores e colaboradores, António Loja Neves, Cristina Peres, Cristina Pombo, Dulce Salomé, João Carlos Santos, Luis Filipe Gaspar, Margarida Mota, Paulo Gaião, Paulo Nunes dos Santos, Pedro Cordeiro.